# Otto Kaltenbach Altensteig
Die OKA (für Otto Kaltenbach Altensteig) war eine Besteckfabrik in Altensteig (Landkreis Calw), die von 1921 bis 1967 existierte.

## Geschichte
Das Unternehmen wurde 1921 von Otto Kaltenbach (1884–1960) in Altensteig, damals Oberamt Nagold, gegründet. 
Otto war ein Sohn von Karl Kaltenbach (1845–1924), der 1870 die Altensteiger Besteckfabrik gegründet hatte. Das Unternehmen firmiert zunächst als „KK“ und ab 1895 als „KKS“ (Karl Kaltenbach und Söhne). Nach Karl Kaltenbachs Tod wurde es 1928 von den zwei Besitzerfamilien verkauft. Es wurde in eine AG umgewandelt, deren Aktien zu 55 Prozent Wilkens und zu 45 Prozent der Degussa gehörten. 1951 wurde die Firma nach ihrem Wappentier in Auerhahn umbenannt. 1961 wurde sie in eine GmbH umgewandelt. 
Über Jahrzehnte war OKA im selben Ort ein unabhängiger Konkurrent zum Unternehmen des Vaters und zu Auerhahn. Nach dem Tod des Gründers verkauften die Erben das Unternehmen 1967 an Auerhahn. Die Marke OKA wurde danach nicht weitergeführt.
Beim Konkurs von Wilkens 1995 drohte die gesunde Firma Auerhahn mitgerissen zu werden. Die Rettung erfolgte durch eine Übernahme durch die WMF. Diese stellte 2014 den Betrieb ein und ließ die Marke erlöschen.